# Рождествено (Кимовский район)
Рождествено — село в Кимовском районе Тульской области России.
В рамках административно-территориального устройства является центром Рождественского сельского округа Кимовского района, в рамках организации местного самоуправления входит в сельское поселение Епифанское.

## География
Расположено на речке Донец, между Доном и Кимовским водохранилищем, в 12 км к югу от железнодорожной станции города Кимовска.

## Население
| 2002 | 2010 |
| ---- | ---- |
| 153  | ↘150 |

Население — 150 чел. (2010). 